# ちゅーピー子ども新聞
ちゅーピー子ども新聞（ちゅーピーこどもしんぶん）は、中国新聞社が小・中学生およびその家族に向けて発行していた、無料のタブロイド紙である。2022年3月20日発行の「第297号」を以って休刊となった。

## 概要
2007年の秋に季刊として創刊され、2008年10月号を以って月刊に移行。中国新聞の朝刊に折り込む形で、毎月第1・3日曜日に発行されていた。紙面内容は小・中学生向けに特化しており、理科や社会の学習内容を平易に解説したページも存在した。学校教育において、NIE教材として役立ててもらうことも目的の一つであった。また、紙面の各所に中国新聞のマスコットであるちゅーピーが登場した。
2022年3月20日付で休刊となった。これに代わる形で同年4月28日に、中国新聞の子供向け記事が読めるぶんタッチというWEBサイトがオープンした。このサイトでは「記事を読む」「記事で調べる」「発表する」の3つの事ができ、漢字にふりがなをつけるなどの工夫がなされている。また、「ちゅーピーリポーターの広場」といった読者投稿のコーナーは、中国新聞の「ニュース5・7・5」などと合併して「みんなの広場」として、ぶんタッチや中国新聞で紹介される事となった。

## 特集
- ちゅーピーリポーターの広場

小中学生の読者意見投稿
- 学校の魅力発信

小中学校の紹介
- 投稿作品ダビンチのたまご

小中学生の読者作品投稿（絵画、俳句、川柳、詩など）